# Pistolet Steyr M
Steyr M – pistolet samopowtarzalny po raz pierwszy zaprezentowany w 1999 roku przez austriacką firmę Steyr-Mannlicher GmbH & Co. Przeznaczony na rynek cywilny i dla oddziałów policji. W 2002 pistolet przyjęty na uzbrojenie policji malezyjskiej.

## Konstrukcja
Steyr M ma szkielet z tworzyw sztucznych. Zasada działania automatyki opiera się na wykorzystaniu energii krótkiego odrzutu lufy. Pistolet posiada trzy bezpieczniki. Jeden w kabłąku spustowym (nad spustem), jeden nad kabłąkiem – odbezpieczany specjalnym kluczykiem. Wykorzystuje również znany między innymi z pistoletu Glock bezpiecznik umieszczony w samym języku spustowym.
Mechanizm napinania iglicy jest dwojakiego rodzaju. W modelach podstawowych iglica napinana jest częściowo przez siłę odrzutu, a następnie przez strzelca (Reset Action System). Występują również modele wykorzystujące klasyczny system Double Action Only (iglica napinana wyłącznie przez strzelca podczas ściągania spustu).
Pistolet posiada trapezowe przyrządy celownicze.
Na rynku dostępna jest również jego kompaktowa wersja oznaczona jako Steyr S.
Od 1 stycznia 2004 roku oba modele nie są już produkowane. Zastąpione zostały modelem Steyr M-1A. Steyr M-1A różni się nieco od poprzednika kształtem (ergonomiczne rozwiązania miały na celu zminimalizowanie odczucia odrzutu) oraz bezpiecznikami (dostępna jest wersja pozbawiona bezpieczników manualnych). Model M-1A posiada również szynę Picatinny umieszczoną pod lufą.
Pojawiła się nowsza wersja tego pistoletu - Steyr L9-A2 i jego mniejsze wersje M9-A2 i C9-A2.
Mają wymienne nakładki boczne chwytu w 2 rozmiarach i części tylnej chwytu w 3 rozmiarach. 